# غل تبة (دولت أباد)
غل تبة (بالفارسية: گل‌تپه) هي قرية تقع في إيران في قسم دولت أباد الريفي. يقدر عدد سكانها بـ 206 نسمة .